# 웨스트민스터 소요리문답

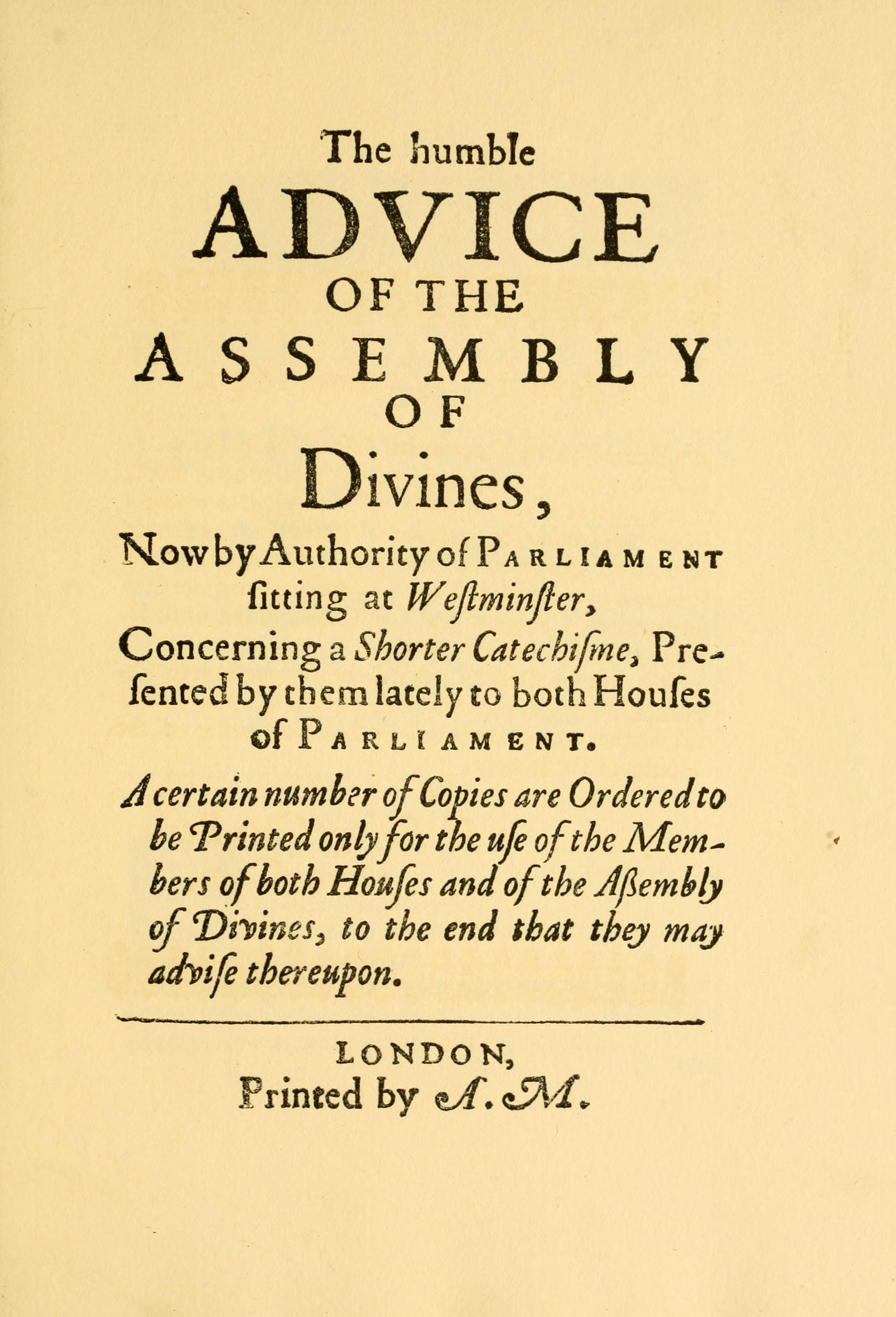
난외주석이 없는 복사본 웨스트민스터 소요리문답

웨스트민스터 소요리문답 (Westminster Shorter Catechism)은
영국의 웨스트민스터 총회에서 작성된 표준 문서 중 하나로, 1643년부터 허버트 팔머(Helbert Palmer)에게 작성을 지시해 1648년 의회 승인을 완료했다.
웨스트민스터 총회 위원회는 처음에 신앙고백과 요리문답들을 동시에 준비했으나, 얼마 진행한 후 우선 신앙고백서를 필하고, 그것을 표준으로 삼아 요리문답들을 작성하기로 결의했다.
1646년 12월 3일에 완성된 웨스트민스터 신앙고백서를 회의의 이름으로 국회에 제출했고, 국회는 그 각 부분에 성경구절을 난외(欄外)에 방주(傍註)를 달라고 지시했다. 회의는 마침내 각 명제에 대한 성경구절을 완전히 첨부해서 1647년 4월 29일에 의회에 보고했다.
소요리문답이 끝나서 의회에 보고된 것이 1647년 11월 5일이었고, 웨스트민스터 대요리문답은 1648년 4월 14일에 보고되었다.

## 작성 과정에서 일어난 일

### 하나님은 무엇인가?
요리문답의 질문 중에 하나님은 무엇인가? 라는 질문에 요리문답 위원회는 답을 못하고 있었다.  그 질문은 전체 총회에 부쳐졌고, 그 때 한 회원이 하나님의 깨달음을 바라는 기도를 부탁받고 그 자리에 다음과 같이 기도하였다. '오 하나님 당신은 영이시며, 무한하시고, 영원하시고, 변함이 없으시고, 당신 안에는 지혜와 능력과 거룩과 정의와 선함과 진리가 있습니다!' 이 기도를 들은 총회 회원들은 그 때, 그 기도가 하나님의 응답인줄 알았고, 기도에 기도를 반복하였다.

## 같이 보기
- 웨스트민스터 신앙고백
- 웨스트민스터 대요리문답
- 웨스트민스터 총회

## 참고 자료
- 웨스트민스터 소요리문답 전문 한글번역문
- 웨스트민스터 소요리문답 전문 영어판